# Low (gruppo musicale)
I Low sono stati un gruppo musicale rock statunitense formatosi nel 1993 a Duluth (Minnesota).
Sono principalmente ricordati per essere tra i maggiori esponenti dello slowcore, sebbene il loro raggio d'azione sia ben più ampio e personale. La loro peculiarità consiste nell'unire sonorità tipiche del rock alternativo statunitense (con particolare riferimento ai Velvet Underground) a richiami alla tradizione folk statunitense, con una spiccata enfasi riposta nei delicati intrecci armonici tra le voci di Alan Sparhawk e Mimi Parker. Grande attenzione è dedicata anche ai testi, che riflettono spesso tematiche spirituali inusuali per una band indie rock (i due leader sono entrambi mormoni).

## Storia del gruppo

### Anni novanta
Originari di Duluth, il nucleo originale del gruppo era composto da Alan Sparhawk (voce e chitarra elettrica), la moglie Mimi Parker (voce e batteria) e John Nichols (basso). Entrano in contatto con il produttore discografico Kramer della Shimmy Disc che produce il primo album I Could Live in Hope uscito nel 1994 sotto la Vernon Yard. Il disco colpisce per le atmosfere rarefatte e minimali ed è tuttora considerato da molti critici uno dei capolavori del genere slowcore.
Nel 1995 Nichols lascia il gruppo e dal successivo Long Division, disco ancor più minimalista, il nuovo bassista è Zak Sally. L'anno seguente esce l'EP Transmission, seguito nello stesso anno da The Curtain Hits the Cast, prodotto da Steve Fisk e che inizia il periodo di transizione verso sonorità più marcatamente pop. Segue Songs for a Dead Pilot, EP prodotto autonomamente e pubblicato dalla Kranky nel 1997. In OwL Remix (1998) un gruppo di artisti si cimenta nel remixare brani dei Low.
Successivamente il gruppo collabora con i Dirty Three realizzando l'EP In the Fishtank 7. Il quarto album studio è Secret Name (Kranky, 1999), prodotto da Steve Albini nei suoi studi di Chicago, in cui il sound del gruppo si fa meno etereo e ancora più pop. Pubblicano poi Christmas, un disco di cover e rarità.

### Anni duemila
Con l'avvento del terzo millennio i Low realizzano uno split album con gli Spring Heel Jack intitolato Bombscare, uscito nel 2000.
Nel 2001 è la volta del quinto album Things We Lost in the Fire, che sintetizza sia il percorso dei primi anni (slowcore) che quello delle pubblicazioni appena precedenti (pop), ancora sotto la supervisione di Albini. Il disco viene fatto seguire da Trust, un altro lavoro apprezzato dalla critica, questa volta con un atteggiamento più virato al rock. Nel contempo Sparhawk collabora in diversi album con Jessica Bailiff.
Nel 2005 Matt Livingston sostituisce Sally al basso. Nello stesso anno viene pubblicato l'album The Great Destroyer, che segna il debutto del gruppo per la Sub Pop Records e denota un sound ancora più rock, a tratti memore di quel grunge che l'etichetta in questione ha tanto contribuito a diffondere. Nel 2007 esce invece Drums and Guns, disco cupo e apocalittico ispirato alla guerra in Iraq e contraddistinto da un inedito ricorso all'elettronica. È dello stesso anno il documentario You May Need A Murderer.

### Anni 2010 e 2020
Nel 2011 viene dato alle stampe C'mon, un ritorno al classico pop della band con delicati accenti folk e una maggiore maturità compositiva, registrato presso i Sacred Heart Studio di Duluth in una chiesa sconsacrata. Nello stesso periodo Alan si dedica anche ad un suo progetto parallelo chiamato Retribution Gospel Choir.
Dopo aver contattato Jeff Tweedy dei Wilco, producono con lui il disco The Invisible Way (2013), registrato a Chicago. Nel 2015 esce l'album Ones and Sixes dove, ad un ritmo sempre slowcore, si accompagnano beat elettronici e una batteria minimal; l'album viene apprezzato dalla critica. Tre anni dopo arriva Double Negative, il loro album più acclamato del decennio, da più parti indicato come uno dei dischi più importanti degli ultimi anni.
Il 10 settembre 2021 viene pubblicato il tredicesimo album Hey What, anticipato dai singoli Days Like These, Disappearing e More. Il disco è prodotto da BJ Burton, che continua la collaborazione con il gruppo, dopo l'esperienza di Double Negative.
Il 6 novembre 2022, con un post su Twitter, Sparhawk ha annunciato la morte di Parker, malata di cancro da oltre due anni. A seguito di ciò il gruppo è stato ufficialmente sciolto.

## Formazione
Ultima
- Mimi Parker – voce, batteria (1993-2022)
- Alan Sparhawk – voce, chitarra (1993-2022)

Ex componenti
- John Nichols – basso (1993-1995)
- Zak Sally – basso (1995-2005)
- Matt Livingston – basso (2005-2008)
- Steve Garrington – basso (2008-2020)

Turnisti
- Liz Draper – basso (2021-2022)

## Discografia

### Album in studio
- 1994 – I Could Live in Hope
- 1995 – Long Division
- 1996 – The Curtain Hits the Cast
- 1999 – Secret Name
- 2001 – Things We Lost in the Fire
- 2002 – Trust
- 2005 – The Great Destroyer
- 2007 – Drums and Guns
- 2011 – C'mon
- 2013 – The Invisible Way
- 2015 – Ones and Sixes
- 2018 – Double Negative
- 2021 – Hey What

### Album dal vivo
- 2000 – One More Reason to Forget
- 2001 – Paris '99: Anthony, Are You Around?

### Raccolte
- 2004 – A Lifetime of Temporary Relief: 10 Years of B-Sides and Rarities